# Гагаркін Михайло Володимирович
Гагаркін Михайло Володимирович  - український підприємець, юрист, громадський діяч.

## Біографія
Михайло Гагаркін народився 7 червня 1972 року у Харкові. В 1991 році закінчив Харківський механічний технікум ім. О. О. Морозова, здобувши кваліфікацію техніка-механіка, спеціальність – двигуни внутрішнього згоряння.
В 2004 році на відмінно закінчив Харківський національний автомобільно-дорожній університет за фахом «Автоматизоване управління технологічними процесами», кваліфікація – інженер з автоматизації.
В 2008 році здобув другу вищу освіту, закінчив Національну юридичну академію ім. Ярослава Мудрого з дипломом юриста-правознавця. Михайло Гагаркін – почесний член Союза юристів України. Адвокат.

## Бізнес
З 1994 по 2001 рік керував АТ «Енергомашекспорт» в Україні. Підприємство спеціалізувалося на виробництві, експорті, імпорті та ремонті енергетичного, залізничного обладнання.
В 2000 році створює та очолює ТОВ «Естейт менеджмент», яке займається девелопментом, інвестуванням, антикризовим управлінням та інфраструктурними проектами.
Відомій своїми успішними проектами у сфері вендінгу з компанією Nestle, машинобудівництві, будівництва, корпоративного управління. Паралельно здобуває юридичну освіту. Стає партнером юридичного бюро «СоветникЪ». Його клієнти – представники не тільки корпоративного сегменту, але і державного сектору, іноземні партнери. На даний момент – експерт Громадської ради ДФС України і Києва. Розглядає питання корпоративного управління, реформування податкового та митного законотворення. Останній час працює адвокатом та експертом у країнах Євросоюзу (Польща, Швейцарія, Франція, Іспанія) з питань пов'язаних з економічними, антикризовими та юридичними питаннями на території країн СНД та України.

## Державна служба
У березні 2014 року Михайло Гагаркін бере участь в абсолютно прозорому конкурсі (відбіркова комісія складалася із 12 бізнес-асоціацій Харківської області, обговорення проводилося у режимі он-лайн, голосування по кандидатурі проходило відкрито) та висувається кандидатом на посаду Голови Головного управління ГФС України Харківської області. Його підтримує Громадській форум Харкова, Асоціація малого та середнього бізнесу Харкова і т. ін.
Через два місяця Громадська рада з кадрових питань Державної фіскальної служби ГФС провела співбесіду з сімома кандидатами (серед них був і Михайло Гагаркін) на вакантну посаду. Але питання з призначенням вирішилося лише у січні 2015 року, коли Гагаркін стає першим «народним» податківцем в історії України та очолює ДФСУ по Харківській області.
Крісло голови Харківської ДФСУ він займає чотири місяці. У вересні 2015 року Гагаркін переходить на посаду першого заступника керівника ДФСУ Харківської області. За весь строк служби у ДФСУ темпи зростання збору платежів відносно 2014 року склали 158,4 %, значно збільшилися індикативні показники доходів бюджету (112%).
В вересні 2015 року Гагаркін залишає посаду, висуваючи головною причиною відставки навмисний жорсткий опір сформованої системи  запровадженим реформам. Спроби деяких ЗМІ та посадовців знайти компромат на Гагаркіна не мали успіх: він не замішаний у корупційних скандалах, на його ім'я не заведено кримінальних справ.

## Особисте життя
Має 6 дітей.